# Torre de San Cristóbal
La torre de San Cristóbal de la ciudad española de Toledo es el único resto de la antigua iglesia homónima. De estilo mudéjar, ha sufrido una fuerte restauración en época reciente. 

## Historia
La desaparecida iglesia parecía identificarse con una mezquita fundada por Fathibn Ibrahim al'Umawi, conocido por al-Qasari (934-1013). En 1187 ya hay noticia de la existencia de la iglesia de San Cristóbal, como tal; y en el siglo XVIII se nos da cuenta de unas transformaciones hechas para adecuarla, según parece, al gusto grecorromano, con planta cruciforme y crucero muy poco acusado. 
En 1842 se procedió a la supresión de su parroquialidad, siendo el edificio desamortizado y vendido a particulares. En 1959 se procedió a la demolición de la iglesia, en vista del estado ruinoso de la misma. Como único testimonio ha quedado su torre, relacionable, al menos en sus fundamentos, con un anterior alminar. La torre se rehízo entre la segunda mitad del siglo XII y la primera mitad del siglo XIII, vinculándose a la primera fase de mudéjar toledano. 

## Descripción
La torre es de planta cuadrada, en su día debió tener un machón central, en torno al cual giraba la escalera. Está realizada en mampostería encintada que, en la base, antes de su actual restauración, tenía la apariencia de sillería. A estas primeras hiladas corresponden cadenas de piedra, mientras que en el resto de la torre son de ladrillo. Los paramentos presentan las características mencionadas, con la única salvedad de contar con una pieza visigoda reutilizada. 
Por lo que respecta a la modulación de los huecos, hay que destacar la organización de los vanos en arco de herradura apuntada, enmarcada en ligero resalte por un paramento dispuesto a modo de alfiz. Semejante organización tiente evidentes vinculaciones almohades, constatándose asimismo su presencia en la iglesia de San Cipriano de Toledo. A pesar de ello, es un modelo poco habitual en el mudéjar toledano. 